# Minnena ser mig
Minnena ser mig är en självbiografisk prosabok av Tomas Tranströmer utgiven 1993. I boken skildrar Tranströmer sina barn- och uppväxtår på Söder i Stockholm, där han bodde med sin mor. Han berättar bland annat om sin kärlek till museer och bibliotek, om folkskolan och kriget och om hur han under gymnasietiden började finna vägen till sitt skrivande.

## Mottagande
Om Minnena ser mig skrev Tommy Olofsson i Svenska Dagbladet: 
| ” | Det är en intensivt lysande självbiografisk torso, präglad av poetens mirakulösa metaforskapande poesi och av hans känsla för vardagliga detaljer och förmåga att skapa både rymd och täthet i sin prosa. | „ |